# Democracia Social Cristiana de Cataluña
Democracia Social Cristiana de Cataluña (DSCC) fue un partido político español de ideología católica y catalanista.

## Historia
Fue presentado públicamente el 16 de enero de 1976 por Antoni Miserachs (que lo abandonó en 1977) y estaba vinculado inicialmente a la Federación Popular Democrática de José María Gil-Robles y Quiñones. Fue inscrito oficialmente en el Registro de Partidos Políticos del Ministerio del Interior el 7 de febrero de 1977. En febrero de 1978 formó parte de la creación de Democracia Cristiana, sin embargo no se integró dentro de dicha organización.
Se presentó a las Elecciones generales de España de 1977 y a las de 1979 —en estas últimas intentando una fallida coalición con Alianza Popular, Lliga Liberal Catalana e Independientes de Cataluña, finalmente concurriendo en solitario—, con discretos resultados, disolviéndose en 1980.